# Hurricane (Virginia Occidental)
Hurricane es una ciudad ubicada en el condado de Putnam en el estado estadounidense de Virginia Occidental. En el Censo de 2010 tenía una población de 6284 habitantes y una densidad poblacional de 642,89 personas por km².

## Geografía
Hurricane se encuentra ubicada en las coordenadas 38°25′45″N 82°1′1″O / 38.42917, -82.01694. Según la Oficina del Censo de los Estados Unidos, Hurricane tiene una superficie total de 9.77 km², de la cual 9.69 km² corresponden a tierra firme y (0.82%) 0.08 km² es agua.

## Demografía
Según el censo de 2010, había 6284 personas residiendo en Hurricane. La densidad de población era de 642,89 hab./km². De los 6284 habitantes, Hurricane estaba compuesto por el 96.67% blancos, el 1.02% eran afroamericanos, el 0.22% eran amerindios, el 0.65% eran asiáticos, el 0.05% eran isleños del Pacífico, el 0.18% eran de otras razas y el 1.21% pertenecían a dos o más razas. Del total de la población el 0.94% eran hispanos o latinos de cualquier raza.